# 交響曲第29番 (モーツァルト)
交響曲第29番 イ長調 K. 201 (186a) は、ヴォルフガング・アマデウス・モーツァルトが作曲した交響曲。

## 概要
1773年から翌年にかけてモーツァルトは、9曲の交響曲を書き上げた。そのうちの5曲までがイタリア風序曲の形式で作曲されているのに対し、残りの4曲はウィーン風の4楽章の構成がとられるようになった。
この第29番は社交的娯楽的要素の強いイタリア様式を脱却し、後の交響曲へのたしかな成熟を予測させる表現力を備えた作品である。モーツァルトが10代で作曲した交響曲中、第25番ト短調 K. 183(173dB) とこの曲はとりわけ人気が高い。
なお、1774年の4月6日にザルツブルクで完成された。

## 楽器編成
- オーボエ2
- ホルン2
- 弦五部

## 構成
全4楽章。演奏時間は約20分。第3楽章のみソナタ形式で書かれていない。
- 第1楽章 アレグロ・モデラート
イ長調、2分の2拍子、ソナタ形式。

- 第2楽章 アンダンテ　
ニ長調、4分の2拍子、ソナタ形式。
- 第3楽章 メヌエット - トリオ
イ長調 - ホ長調、4分の3拍子、複合三部形式。
- 第4楽章 アレグロ・コン・スピーリト
イ長調、8分の6拍子、ソナタ形式。